# Cismon del Grappa
Cismon del Grappa (deutsch veraltet: Kluppan oder Kluppen) ist eine Fraktion der nordostitalienische Gemeinde (comune) Valbrenta in der Provinz Vicenza in Venetien.

## Geographie
Der Ort liegt etwa 43 Kilometer nordnordöstlich von Vicenza am Fluss Brenta an der orographisch linken Talseite im Brentakanal, wie die südliche Fortsetzung der Valsugana genannt wird. Bei Cismon del Grappa mündet der Torrente Cismon in den Brenta. Nördlich von Cismon liegt die Ruine der ehemaligen im 19. Jahrhundert erbauten Straßensperre Forte Tombion.

## Geschichte
Cismon del Grappa war bis 30. Januar 2019 eine eigenständige Gemeinde und bildet seitdem mit den ebenfalls aufgelösten Gemeinden Campolongo sul Brenta, San Nazario und Valstagna die neue Gemeinde Valbrenta. Zum ehemaligen Gemeindegebiet gehörten noch die drei Fraktionen: Primolano, Corlo und Fastro.

## Gemeindepartnerschaft
Cismon del Grappa unterhält seit 1969 eine inneritalienische Partnerschaft mit der Gemeinde Giarre in der Metropolitanstadt Catania.

## Verkehr
Durch die Fraktion führt die Strada Statale 47 della Valsugana von Padua nach Trient. An der Bahnstrecke Trient–Venedig befindet sich je ein Bahnhof im Hauptort und im Ortsteil Primolano.